# Антонов, Игорь Германович
Игорь Германович Антонов (21 ноября 1953, Москва — 10 августа 2022) — российский философ, председатель Тольяттинского горсовета народных депутатов (1990—1992), президент страховой компании «Астро-Волга» (1992—2012).

## Биография
В 1967—1976 годах был членом ВЛКСМ. В 1979—1991 годах — член КПСС.
В 1971 году, окончил физико-математическую школу в г. Челябинске.
В 1976 году, окончил Уральский государственный университет, факультет философии.
С 1976—1979 год, по распределению работал преподавателем в г. Красноярске.
С 1979—1982 год, аспирантом окончил послевузовское профессиональное образование философского факультета МГУ.
С 1983—1989 год, доцент кафедры философии Тольяттинского политехнического института.
С 1989—1990 год, секретарь по идеологии Тольяттинского горкома КПСС.
С 1990—1992 год, избран народным депутатом и председателем Тольяттинского городского совета народных депутатов.
Совет под председательством Игоря Антонова учредил городскую газету «Площадь Свободы». В этот период происходит распад СССР и запрет КПСС. На основании указа президента России «О реформе представительных органов власти и органов местного самоуправления РФ», Совет народных депутатов был упразднен. В 1994 году была учреждена Тольяттинская городская дума. Происходит разделение полномочий на законодательную и исполнительную власть.
С 1992—2012 год президент страховой компании «Астро-Волга».
В период с 1995 по 2003 год, под руководством президента Тольяттинской торгово-промышленной палаты Владимиром Жуковым, возглавлявшего местное отделение партии Яблоко, входил в её члены. Активно в партийной работе себя не проявлял.
Был женат, супруга Антонова Людмила Дмитриевна, сын Антон, невестка Наталья. Автор двух сборников поэзии и прозы.
Умер 10 августа 2022 года.